# 鼠李素
鼠李素（也称为3,5,3',4'-四羟基-7-甲氧基黄酮，3,5,3',4'-Tetrahydroxy-7-methoxyflavone）是一种槲皮素衍生的O-甲基化黄酮醇，分子式C16H12O7，存在于丁子香等植物中，由奥地利化学家约瑟夫·赫齐格发现。